# Horné Hámre
Horné Hámre – wieś (obec) na Słowacji położona w kraju bańskobystrzyckim, w powiecie Žarnovica. Pierwsze wzmianki o miejscowości pochodzą z 1391 roku.
Według danych z dnia 31 grudnia 2012 roku, wieś zamieszkiwały 604 osoby, w tym 290 kobiet i 314 mężczyzn.
W 2001 roku rozkład populacji względem narodowości i przynależności etnicznej wyglądał następująco:
- Słowacy – 98,93%
- Czesi – 0,15%
- Niemcy – 0,15%
- Węgrzy – 0,15%

Ze względu na wyznawaną religię struktura mieszkańców kształtowała się w 2001 roku następująco:
- Katolicy rzymscy – 94,37%
- Ewangelicy – 0,76%
- Ateiści – 3,2%
- Nie podano – 1,52%